# Казанский монастырь (Папоротка)
Казанский Папоротский монастырь — женский монастырь Тульской епархии Русской православной церкви, расположенный в селе Папоротка Богородицкого района Тульской области.
Был образован рядом с церковью Казанской иконы Божией Матери, построенной во второй половине XIX века. Решением Тулоблисполкома от 9 апреля 1969 года № 6-294 на госохрану были поставлены церковь Казанской иконы Божией Матери (1855—1870), сторожка и ограда с воротами.
В 1990-е годы при Казанском храме сложилась монашеская община, которой руководил настоятель (1998—2001) протоиерей Иоанн Титов.
21 июля 2001 года по благословению епископа Тульского и Белёвского Кирилла (Наконечного) в день престольного праздника Казанской иконы Божией Матери из Богородичного Щегловского монастыря, ставшего мужской обителью, в Казанский храм приехали 12 сестёр во главе с игуменьей Игнатией (Сидоровой).
6 октября 2001 года Священный синод Русской православной церкви благословил открытие Казанского женского монастыря в селе Папоротка и утвердил настоятельницей обители игуменью Игнатию (Сидорову).
14 января 2002 года Тульская епархия РПЦ утвердила устав монастыря.
Духовником обители был назначен священник Казанского храма протоиерей Иоанн Титов, который в 2004 году принял монашеский постриг под именем Кирилл.